# 리틀 버스터즈!
《리틀 버스터즈!》(リトルバスターズ！ 리토루바스타즈![*])는 Key에서 만든 여섯 번째 작품으로, 장르는 연애 어드벤처 게임이다. 클라나드와 마찬가지로 전연령을 상대로 한 일반 게임이다. 발매된지 6개월 후 2008년 1월 17일 제작사 홈페이지를 통해 18금 후속작인 《리틀 버스터즈! 엑스터시》(リトルバスターズ！　エクスタシー) 제작이 발표되었고, 같은 해 7월 25일 발매되었다. 발매 당시 초회판은 모두 삽시간에 매진되었으며, 발매 3개월만인 10월 말에는 10만장의 판매고를 기록하였다. 2009년 12월 24일에 '리틀 버스터즈! 엑스터시'를 기반으로 전연령 대상의 플레이스테이션 2 이식판인 《리틀 버스터즈! Converted Edition》가 발매되었다.
한편 2008년 5월부터 가도카와 쇼텐에서 발행하는 잡지 월간 콤프 에이스에 코믹스가 연재되기 시작하였으며, 같은해 9월 26일에 단행본 1권이 출간되었고 2012년 10월에 애니메이션으로 방송 중이며, 대한민국에서는 애니플러스에서 방송중이다. 리토바스(リトバス)로 약칭되는 경우가 많으나 공식 약칭은 아니다.

## 게임배경 실제위치
[교내]
주 배경이 되고있는 교내는 외관이나 구조는 다르나 실내 모델이 된 학교는
일본 사이타마 현 "가스카베 고교"이다.
- 관련링크 : https://twitter.com/tokikaze_ikebo/status/334650837567668224
- 관련링크2 : https://web.archive.org/web/20150402103801/http://litbus21.blogspot.kr/2014/08/little-busters-real-life-locations.html

[시내 상점가]
게임에서 외출시 나오는 배경의 실제위치는 "일본 아자부주반"이다.
- 관련링크(구글 스트리뷰) : https://www.google.co.kr/maps/@35.655157,139.735352,3a,75y,223.64h,92.77t/data=!3m4!1e1!3m2!1smzWU-BSGpO48JFOEnsBPdg!2e0

## 시스템
주인공이 다니는 학교를 무대로 일반적인 텍스트 선택 연애 시뮬레이션 게임의 진행방식을 채택하고 있지만, 미니 게임을 강화하여 어드벤처 요소를 부각시켰다. 미니 게임을 통하여 주인공과 등장인물들의 파라미터를 변화시킬 수 있다.
미니 게임을 포기하더라도 스토리 진행에는 전혀 문제가 없으나, 이번 여섯 번째 시리즈의 주제인〈우정〉을 만끽하려면 빠질 수 없는 요소임에 틀림없다.

### 미니 게임
간이 야구
리키를 움직여 타격 연습을 할 수 있다. 투수 린으로부터 20개의 공을 받아 칠 수 있으며 홈런이나 안타를 치는 것보다 필드나 파울 지역에 있는 동료들에게 공을 보내 수비 연습을 시켜주는 것이 주 목적이다. 받아친 공이 수비수에게 연결될 경우, 수비수는 자동으로 홈송구를 하게 되는데 리키를 움직여 다시 받아치면 콤보가 성립된다. 이때 수비수도 같이 능력치가 상승하며, 원하는 곳으로 공을 보낼 수만 있다면 마음에 드는 캐릭터의 집중육성도 가능하다. 필드에 퍼져있는 고양이를 지속적으로 맞히면 다양한 변화구를 장착한 린으로 성장시킬 수 있다.
랭킹 배틀
동료간 우정을 쌓는 다른 방법으로 주어진 무기만으로 싸우는 랭킹 배틀이 있다. 배틀이 시작되면 구경꾼들이 모여들고, 그들이 던져주는 잡동사니 가운데 하나를 무작위로 선택하여 배틀에 임한다. 선택된 무기는 사용할수록 공격회수가 늘어나며, 평소에 얻어둔 아이템도 랭킹 배틀에서 사용이 가능하다. 배틀의 승부가 갈리게 되면 승자는 패자에게 굴욕적인 타이틀을 이름 앞에 붙여준다.
린 던지기
5월 15일 발생하는 미니게임으로, 지각할 위기에 처한 리틀버스터즈 멤버들이 일단 린을 3층의 교실로 던져올리는 방식의 게임. 마사토와 켄고의 게이지를 적당히 조절하여 린을 3층까지 올려보내는 것이 목표.
배식
린이 얻게 된 과제 중 하나로, 5월 18일에 발생한다. 식판에 음식들이 모두 담겼을 때 식판을 클릭하면 배식된다. 정확도 높게 배식하는 것이 목표.
사격
엑스터시 추가 히로인 토키도 사야 전용 미니게임으로, 불러주는 숫자를 잘 듣고 정확한 위치에 사격을 하는 것이 목표.

## 스토리
어릴 적부터 함께 지내왔던 쿄스케, 마사토, 린, 켄고 그리고 리키는, 3학년인 쿄스케의 취업활동으로 더 이상의 추억을 함께 할 수 없음을 아쉬워하며, 마지막 고교생활의 이벤트로 리틀버스터즈라는 야구팀을 만들게 된다. 그리고 팀을 완성하기 위하여 남은 멤버들 찾아 나서게 되는데...
그들이 사는 세계에는 비밀이 있었다!

## 등장인물
성우명에 관해서는 특별히 명기되어 있지 않은 한 전연령판(PC, PS2) / 엑스터시의 순서이다.

### 리틀 버스터즈 초기 멤버
나오에 리키 (直枝 理樹)
성우 : 타미야 토모에 / 타미야스 토모에 (전연령판, 엑스터시 동일 / 미니 게임, 리프레인, 사야 루트 리플레이에 한정), 호리에 유이 (애니메이션)
이작품의 주인공. 게임 플레이시 플레이어의 시점에서 다룰 수 있는 캐릭터이다. 어릴 적에 부모님을 잃고 우울했던 시기에, 자신들을 리틀 버스터즈라고 자칭하는 나츠메 쿄스케, 이노하라 마사토, 미야자와 켄고, 나츠메 린을 만나 어린시절부터 본편의 시점까지 계속 어울리고 있다. 리틀 버스터즈가 야구를 하는 것도, 리키의 "뭔가 해 보자"라는 제안이 발단. 주위의 친구들이 일으키는 소동에 항상 말려들어가지만, 본인은 그래도 그런걸 즐거워하고 있다. 나르콜렙시(Narcolepsy/기면증)라는 병을 앓고 있어, 가끔씩 갑작스럽게 정신을 잃어버리게 되는데, 리틀 버스터즈 세계관의 비밀을 암시하는 중요한 요소중 하나이다. 현재 기숙사에서는 이노하라 마사토와 한 방에 살고 있다. 야구팀내에선 포수겸 4번 타자.
나츠메 린 (棗 鈴)
성우 : 타미야 토모에 / 타미야스 토모에 (전연령판, 엑스터시, 애니메이션 동일)
이작품의 메인 히로인 포지션의 캐릭터. 리틀 버스터즈팀의 리더인 나츠메 쿄스케와는 남매사이지만, 쿄스케를 바보취급하며 오빠대접을 해주진 않는다. 심하게 낯을 가리는 성격에, 같은 반 친구들과도 어울리지 않는다. 이후 코마리나 유이코등 새롭게 들어온 리틀 버스터즈 멤버들과 어울리면서 이러한 담점은 스스로 극복하게 된다. 고양이를 특히나 좋아하며 쉬는 시간엔 고양이와 지내는 시간이 많다. 여린 외모와는 다르게 마사토와 어울릴 정도로 터프한 성격의 소유자. 야구팀내에선 투수. 처음엔 투구도 못할 정도로 실력이 형펀 없었지만, 변화구를 던지게 될 수준으로 실력이 급상승한다.
나츠메 쿄스케 (棗 恭介) (전연령판, 엑스터시, 애니메이션 동일)
성우 : 미도리카와 히카루, 카모노미야 유우 (소년 시절) / 히카루, 에다 아카네 (소년 시절)
리틀버스터즈의 리더. 나츠메 린의 친오빠. 3학년 취업활동으로 바쁘지만, 떠등썩하게 노는것을 좋아하여 별것 아닌 일도 미션으로 만들어 버린다. 작중 대분의 사건에 끼어들어 중재를 맡는 경우가 많다.
이노하라 마사토 (井ノ原 真人) (전연령판, 엑스터시, 애니메이션 동일)
성우 : 칸나 노부토시 / 水無月了
어디서든 머리보단 근육과 열혈을 앞세우는 활동적인 인물. 기숙사에선 리키와 룸메이트이다. 운동능력은 출중하지만, 공부쪽엔 관심이 없고 항상 바보같은 행동을 일삼아 사건을 일으키곤 한다. 한마디로 개그담당. 켄고와는 견원지간처럼 항상 다투면서 지내지만 사실은 사이가 좋다.
미야자와 켄고 (宮沢 謙吾) (전연령판, 엑스터시, 애니메이션 동일)
성우 : 오다 유우세이/소년시절의 켄고:카모노미야 유우 / 長月優 / 소년시절의 켄고:에다 아카네
집안 대대로 검도를 가업으로 이어온터라 고등학교 진학후에서 검도부에 입부하여 차세대 유망주로 불린다. 무도를 중시하여 항상 검도복을 입고 다닌다. 검도부 활동 때문에 리틀 버스터즈 야구활동엔 참여하지 않지만, 이외의 사건들엔 대부분 참여하야 즐거운 시간을 보낸다.

### 리틀 버스터즈 신 멤버
카미키타 코마리 (神北 小毬)
성우 : 야나세 나츠미 / 마키 이즈미 (전연령판, 엑스터시, 애니메이션 동일)
리키와 같은 반 친구로 옥상에서 점심(특히, 단 음식)을 즐기는 것을 좋아한다. 남을 도와주는 것을 좋아하는 따뜻한 성격을 가지고 있다. 교복 위에 항상 스웨터를 입고 있다.
사이구사 하루카(三枝 葉留佳)
성우 : 스즈키 케이코 / 스즈모리 치사토 (전연령판, 엑스터시, 애니메이션 동일)
리키와 다른 반으로 책이나 필기도구를 빌리러 자주 리키에게 들린다. 항상 사고를 만들고 다니면서, 선도위원에게 좇기는 신세이다. 왼손잡이로 야구팀엔 없어선 안될 존재이다. 정비위원이기도 하다.
노우미 쿠드랴프카(能美 クドリャフカ, Кудрявка　Анатолиевна　Стругацкая)
성우 : 카네코 아케미 / 스즈타 미야코 (전연령판, 엑스터시, 애니메이션 동일)
할머니가 일본인인 러시아 인으로 친일적인 할아버지의 영향으로 일본식 교육을 받았으며, 외모는 외국인이지만 사고는 일본인에 가깝다. 외국인으로써 영어를 잘하고 싶어하나 그다지 좋은 실력은 못된다. 개를 무척 좋아한다.
쿠루가야 유이코 (来ヶ谷 唯湖)
성우 : 타나카 료코 / 잇시키 히카루 (전연령판, 엑스터시, 애니메이션 동일)
해외에서 태어난 순 일본인으로 성숙한 외모와 우수한 성적으로 누님으로 불린다. 신체적인 능력도 뛰어나 미니게임에서도 유감없이 실력을 발휘한다. 방송반을 맡고 있다.
니시조노 미오 (西園 美魚)
성우 : 아라이 유미 / 유즈키 카나메 (전연령판, 엑스터시, 애니메이션 2기(리플레인) 동일), 타츠미 유이코 (애니메이션 1기)
혼자 있으며 책읽기를 좋아하는 소녀로 리키와 같은 반이다. 항상 양산을 들고 다닌다.

### 엑스터시 승격 히로인
후타키 카나타 (二木 佳奈多)
성우 : 스즈키 케이코 / 스즈모리 치사토 (전연령판, 엑스터시 동일)
선도위원장을 맡고 있으며, 사이구사와는 적대적인 관계를 유지하고 있다.
사사세가와 사사미 (笹瀬川 佐々美)
성우 : 타미야 토모에 / 타미야스 토모에 (전연령판, 엑스터시 동일), 토쿠이 소라 (애니메이션)
소프트볼부 에이스로 4번 타자도 겸하고 있다. 린과는 라이벌 관계로 항상 3명의 부하를 거느리고 다닌다. 어려운 이름으로 놀림감이 되기도 한다.

### 엑스터시 추가 히로인
토키도 사야 (朱鷺戸 沙耶)
성우 : 사쿠라이 하루미 / 카자네 (플스/PSP판, 엑스터시 동일)
리키가 밤에 노트를 주으러 왔다가 만나게 되는 소녀. 낮에는 평범한 여학생이지만, 밤에는 학교의 비보를 찾는 스파이로서 활동하고 있다.

### 서브 캐릭터
코시키 미유키(古式 みゆき)
성우 : 카모노미야 유우 / 에다 아카네
궁도집안 출신으로 궁도부에 속해 있다.
아짱 선배
성우 : 리타 (이름과 성우는 《~엑스터시》만)
여자기숙사 사감으로 고양이 애호가.
도르지(ドルジ)
성우 : 리아

### 사사미 3인방 캐릭터
실력주의였던 소프트볼부에서
사사미가 1학년시절 상급생이 후배를 괴롭히는 전통이 있었으나
상급생들이 졸업을하면서 개혁을 이루어냈다.
이 영향 때문인지 항상 사사미를 추종하는 학생들이다.
와타나베 사키코(渡辺咲子) (갈색머리)
성우 - 칸다 아케미
나카무라 유카리(中村由香里) (녹색머리)
성우 - 히로하시 료
카와고에 료 / 레이(川越令) (붉은머리)
성우 - 칸다 아케미

## 음악
'Saya`s Song'를 제외한 모든 곡은 전부 가수 Rita가 불렀다. 'Saya`s Song'는 Air, 클라나드 OST에 참여한 가수 리아가 불렀다.
- 오프닝 테마 : 리틀 버스터즈!(Little Busters!)(단, EX판은 Little Busters! -Ecstacy Ver.-)
- 엔딩 테마 : 친구를 위한 노래(Song for friends)
- 엔딩 테마 : 엘리스매직(Alicemagic)
- 엔딩 테마 : 비온 뒤 겜(雨のち晴れ)
- 엔딩 테마 : Saya`s Song[6]
- 최종 엔딩 : 리틀 버스터즈! -Little Jumper Ver.-(Little Busters! -Little Jumper Ver.-)
- 삽입곡 : 아득한 저 편(遥か彼方)

## 스태프
- 원화 : 히노우에 이타루, Na-Ga[7]
- 시나리오 : 마에다 준, 토노카와 유토, 시로키리 치카, 카시다 레오
- 음악 : 오리토 신지, 토고시 마고메, 마에다 준, Manack, PMMK, 미즈츠키 료